# تعامل فمینیستی انسان و رایانه
تعامل فمینیستی انسان و رایانه (انگلیسی: HCI) یا اچ‌سی‌آی فمینیستی، زیرشاخه‌ای از تعامل انسان و رایانه است که نظریه فمینیستی، نظریه انتقادی و فلسفه را در موضوعات اجتماعی در تعامل میان انسان و رایانه، از جمله عینیت علمی، ارزش‌های اخلاقی، گردآوری داده‌ها، تفسیر داده‌ها، بازاندیشی و پیامدهای ناخواسته نرم‌افزار HCI به‌کار می‌گیرد. این اصطلاح ابتدا در سال ۲۰۱۰ توسط شاوون باردزل استفاده شد، و اگرچه مفهوم آن در زمان انتشار ذکر شده‌است، از سال ۲۰۲۰ چارچوب‌های پیشنهادی باردزل به‌ندرت مورد استفاده قرار گرفته‌است.
نظریه اصلی باردزل ابتدا تاریخچه نظریه دیدگاه فمینیستی، مطالعات علم و فناوری را بررسی می‌کند، و باردزل توضیح می‌دهد که چگونه می‌خواهند معرفت‌شناسی تعامل انسان و رایانه تغییر کند تا با نظریه دیدگاه فمینیستی هماهنگ شود. باردزل اصولی از جمله گوناگونی، انصاف و شمول و نظریه‌های موجود در مورد HCI جنسیتی را در نظر می‌گیرد. پس از آن، بررسی ادبیاتی در مورد چگونگی اعمال فمینیسم در زمینه‌های مشابه، از جمله طراحی محصول، معماری، برنامه‌ریزی شهری و طراحی بازی انجام می‌شود. پیشنهاد اصلی این نظریه استفاده از شش کیفیت اصلی در طراحی تعامل انسان و رایانه است: کثرت‌گرایی، مشارکت، طرفداری، بوم‌شناسی، تجسم، خودافشایی.

## تاریخچه
در اوایل دهه ۱۹۸۰، این خوش‌بینی وجود داشت که چگونه رشته روان‌شناسی شناختی می‌تواند به توسعه رشته HCI کمک کند. از آن‌جایی که سیستم‌های کامپیوتری در آن زمان برای یادگیری و استفاده دشوار تلقی می‌شدند، نظریه‌ها و مدل‌های اصلی پردازش اطلاعات در روان‌شناسی به‌عنوان مبنایی برای توسعه اصول طراحی، روش‌ها، ابزارهای تحلیلی و توصیه‌های تجویزی برای طراحی رابط‌های کامپیوتری مورد استفاده قرار گرفتند، و با سه روش پژوهش بنیادی، مدل‌سازی شناختی و ارتباط علمی انجام شدند.
یکی از این کمک‌ها به توسعه تعامل انسان و رایانه در دهه ۹۰ توسط جان ام. کارول در سال ۱۹۹۱ بود که به‌طور مفصل نحوه اعمال اصول علمی در طراحی آزمایشی HCI را شرح داد. کارول می‌نویسد که در آن زمان، مبارزه ۵۰ ساله برای تثبیت روان‌شناسی به‌عنوان یک علم، عامل مهمی در تلاش برای اعمال روش علمی در مطالعات HCI بود. در طول دهه ۱۹۷۰، معیارهای معمول مورد استفاده در مطالعات تجربی برای HCI نسبتاً ساده بود. فرکانس خطا و زمان عملکرد مانند استفاده یا آزمایش قانون فیتس. این مطالعات علمی بینشی در مورد بهبود برنامه‌نویسی ایجاد نکردند. در آن زمان به خوبی درک نشده بود که چگونه می‌توان از برنامه‌نویسی ساخت‌یافته برای ساخت کد با کیفیت بالاتر و قابل اطمینان‌تر (نگهداری نرم‌افزار) استفاده کرد.
اصطلاح جنسیت HCI برای اولین بار در سال ۲۰۰۶ توصیف شد، و توسعه آن مربوط به HCI فمینیستی است. جنسیت HCI در مقایسه، تفاوت‌های عملکردی بین زن و مرد را در استفاده از نرم‌افزار محاسباتی خاص مانند اکسل بررسی می‌کند، درحالی‌که HCI فمینیستی اصول اجتماعی را در تکنیک‌های مورد استفاده در طراحی HCI اعمال می‌کند. شکاف‌های جنسی قابل توجهی در مشارکت فناوری وجود نداشت، اختلاف نظر دانشگاهی در مورد اهمیت یا ارتباط جنسیت در طراحی HCI در دهه ۲۰۰۰ وجود داشت. HCI فمینیستی نیز تحت‌تأثیر تحقیقات مطالعات علم و فناوری قرار گرفت.
اصطلاح HCI فمینیستی اولین بار در مقاله‌ای در سال ۲۰۱۰ توسط مقاله شاوون باردزل با عنوان HCI فمینیستی: بررسی و ترسیم یک دستور کار برای طراحی استفاده شد. این نوشتار یکی از اولین مقالاتی بود که در آن زمان پذیرش نظریه‌های فمینیستی را در تحقیقات و عمل HCI پیشنهاد کرد. با انتشار دومیین مقاله در سال ۲۰۱۱ که جزئیات تعامل تاریخی بین علوم اجتماعی و فمینیسم و ارتباط آن با HCI را شرح می‌داد، پیگیری شد.
بر اساس یک مطالعه در سال ۲۰۲۰ از ۷۰ مقاله که از این اصطلاح استفاده می‌کردند و با استناد به مقاله اصلی باردزل، مشخص شد که چارچوب‌های پیشنهادی باردزل مورد استناد قرار گرفته‌اند؛ اما به‌ندرت. و در عمل فقط به نوعی درگیر شدن سطحی با نظریه فمینیستی است.